# Mitius
Mitius is een geslacht van rechtvleugeligen uit de familie krekels (Gryllidae). De wetenschappelijke naam van dit geslacht is voor het eerst geldig gepubliceerd in 1985 door Gorochov.

## Soorten
Het geslacht Mitius omvat de volgende soorten:
- Mitius blennus Saussure, 1877
- Mitius castaneus Chopard, 1937
- Mitius enatus Gorochov, 1994
- Mitius flavipes Chopard, 1928
- Mitius minor Shiraki, 1911
- Mitius minutulus Yang & Yang, 1995
- Mitius splendens Shiraki, 1930